# Clutia govaertsii
Clutia govaertsii là một loài thực vật có hoa trong họ Peraceae. Loài này được Radcl.-Sm. mô tả khoa học đầu tiên năm 1997.